# Okey Dokey
„Okey Dokey” (jap. オキドキ Oki Doki) – siódmy singel japońskiego zespołu SKE48, wydany w Japonii 9 listopada 2011 roku przez avex trax.
Singel został wydany w czterech edycjach: trzech regularnych (Type A, Type B, Type C) oraz „teatralnej” (CD). Osiągnął 1 pozycję w rankingu Oricon i pozostał na liście przez 22 tygodnie, sprzedał się w nakładzie 474 970 egzemplarzy. Singel zdobył status podwójnej platynowej płyty.

## Lista utworów
Wszystkie utwory zostały napisane przez Yasushiego Akimoto.

### Type A
| CD  | | | |      |
| Nr  | Tytuł | Kompozycja                                                                                                | Aranżacja                                                                                                 | Czas |
| 1.  | „Okey Dokey” (jap. オキドキ)                                                                              | YUMA | Seiji Mutō                                                                                                | 4:22 |
| 2.  | „Bazooka hō hassha!” (jap. バズーカ砲発射!) (wyk. Shirogumi)                                              | Takafumi Fujino                                                                                           | Seiji Mutō                                                                                                | 3:46 |
| 3.  | „Hatsukoi no fumikiri” (jap. 初恋の踏切)                                                                  | Yūji Hamasaki                                                                                             | Yūji Hamasaki                                                                                             | 5:15 |
| 4.  | „Okey Dokey” (jap. オキドキ) (off vocal)                                                                  | YUMA | Seiji Mutō                                                                                                | 4:22 |
| 5.  | „Bazooka hō hassha!” (jap. バズーカ砲発射!) (off vocal)                                                   | Takafumi Fujino                                                                                           | Seiji Mutō                                                                                                | 3:46 |
| 6.  | „Hatsukoi no fumikiri” (jap. 初恋の踏切) (off vocal)                                                      | Yūji Hamasaki                                                                                             | Yūji Hamasaki                                                                                             | 5:15 |
| DVD | | | |      |
| Nr  | Tytuł | Tytuł | Tytuł | Czas |
| 1.  | „Okey Dokey” (jap. オキドキ) (Music Video)                                                                | „Okey Dokey” (jap. オキドキ) (Music Video)                                                                | „Okey Dokey” (jap. オキドキ) (Music Video)                                                                |      |
| 2.  | „Bazooka hō hassha!” (jap. バズーカ砲発射!) (Music Video)                                                 | „Bazooka hō hassha!” (jap. バズーカ砲発射!) (Music Video)                                                 | „Bazooka hō hassha!” (jap. バズーカ砲発射!) (Music Video)                                                 |      |
| 3.  | „Tokuten eizō „Gachi! Oyasumi” (Shirogumi) self video” (jap. 特典映像「ガチ!おやすみ」（白組）self video) | „Tokuten eizō „Gachi! Oyasumi” (Shirogumi) self video” (jap. 特典映像「ガチ!おやすみ」（白組）self video) | „Tokuten eizō „Gachi! Oyasumi” (Shirogumi) self video” (jap. 特典映像「ガチ!おやすみ」（白組）self video) |      |

### Type B
| CD  | | | |      |
| Nr  | Tytuł                                                                                                   | Kompozycja                                                                                              | Aranżacja                                                                                               | Czas |
| 1.  | „Okey Dokey” (jap. オキドキ)                                                                            | YUMA | Seiji Mutō                                                                                              | 4:22 |
| 2.  | „Hohoemi no Positive Thinking” (jap. 微笑のポジティブシンキング) (wyk. Akagumi)                         | Yūsuke Yamada                                                                                           | Ikuta Machine                                                                                           | 5:22 |
| 3.  | „Hatsukoi no fumikiri” (jap. 初恋の踏切)                                                                | Yūji Hamasaki                                                                                           | Yūji Hamasaki                                                                                           | 5:15 |
| 4.  | „Okey Dokey” (jap. オキドキ) (off vocal)                                                                | YUMA | Seiji Mutō                                                                                              | 4:22 |
| 5.  | „Hohoemi no Positive Thinking” (jap. 微笑のポジティブシンキング) (off vocal)                            | Yūsuke Yamada                                                                                           | Ikuta Machine                                                                                           | 5:22 |
| 6.  | „Hatsukoi no fumikiri” (jap. 初恋の踏切) (off vocal)                                                    | Yūji Hamasaki                                                                                           | Yūji Hamasaki                                                                                           | 5:15 |
| DVD | | | |      |
| Nr  | Tytuł                                                                                                   | Tytuł                                                                                                   | Tytuł                                                                                                   | Czas |
| 1.  | „Okey Dokey” (jap. オキドキ) (Music Video)                                                              | „Okey Dokey” (jap. オキドキ) (Music Video)                                                              | „Okey Dokey” (jap. オキドキ) (Music Video)                                                              |      |
| 2.  | „Hohoemi no Positive Thinking” (jap. 微笑のポジティブシンキング) (Music Video)                          | „Hohoemi no Positive Thinking” (jap. 微笑のポジティブシンキング) (Music Video)                          | „Hohoemi no Positive Thinking” (jap. 微笑のポジティブシンキング) (Music Video)                          |      |
| 3.  | „Tokuten eizō „Gachi! Oyasumi” (Akagumi) self video” (jap. 特典映像「ガチ!おやすみ」（赤組）self video) | „Tokuten eizō „Gachi! Oyasumi” (Akagumi) self video” (jap. 特典映像「ガチ!おやすみ」（赤組）self video) | „Tokuten eizō „Gachi! Oyasumi” (Akagumi) self video” (jap. 特典映像「ガチ!おやすみ」（赤組）self video) |      |

### Type C
| CD  | | | |      |
| Nr  | Tytuł | Kompozycja | Aranżacja | Czas |
| 1.  | „Okey Dokey” (jap. オキドキ) | YUMA | Seiji Mutō | 4:22 |
| 2.  | „Utaō yo, bokutachi no kōka” (jap. 歌おうよ、僕たちの校歌) (wyk. Selection 8) | MIKOTO | Yūichi "Masa" Nonaka | 3:54 |
| 3.  | „Hatsukoi no fumikiri” (jap. 初恋の踏切) | Yūji Hamasaki | Yūji Hamasaki | 5:15 |
| 4.  | „Okey Dokey” (jap. オキドキ) (off vocal) | YUMA | Seiji Mutō | 4:22 |
| 5.  | „Utaō yo, bokutachi no kōka” (jap. 歌おうよ、僕たちの校歌) (off vocal) | MIKOTO | Yūichi "Masa" Nonaka | 3:54 |
| 6.  | „Hatsukoi no fumikiri” (jap. 初恋の踏切) (off vocal) | Yūji Hamasaki | Yūji Hamasaki | 5:15 |
| DVD | | | |      |
| Nr  | Tytuł | Tytuł | Tytuł | Czas |
| 1.  | „Okey Dokey” (jap. オキドキ) (Music Video) | „Okey Dokey” (jap. オキドキ) (Music Video) | „Okey Dokey” (jap. オキドキ) (Music Video) |      |
| 2.  | „Tokuten eizō „Gachi! Oyasumi” (32-nin) self video” (jap. 特典映像I 「ガチ!おやすみ」（32人）self video)                                                                           | „Tokuten eizō „Gachi! Oyasumi” (32-nin) self video” (jap. 特典映像I 「ガチ!おやすみ」（32人）self video)                                                                           | „Tokuten eizō „Gachi! Oyasumi” (32-nin) self video” (jap. 特典映像I 「ガチ!おやすみ」（32人）self video)                                                                           |      |
| 3.  | „Tokuten eizō II „SKE48 7th Single senbatsu happyō” documentary movie (jap. 特典映像II「SKE48 7thシングル選抜発表」documentary movie)                                              | „Tokuten eizō II „SKE48 7th Single senbatsu happyō” documentary movie (jap. 特典映像II「SKE48 7thシングル選抜発表」documentary movie)                                              | „Tokuten eizō II „SKE48 7th Single senbatsu happyō” documentary movie (jap. 特典映像II「SKE48 7thシングル選抜発表」documentary movie)                                              |      |
| 4.  | „Tokuten eizō III „AKB48 24th Single senbatsu janken taikai ~Micchaku! SKE48~” digest movie” (jap. 特典映像III「AKB48 24thシングル選抜 じゃんけん大会〜密着!SKE48〜」digest movie) | „Tokuten eizō III „AKB48 24th Single senbatsu janken taikai ~Micchaku! SKE48~” digest movie” (jap. 特典映像III「AKB48 24thシングル選抜 じゃんけん大会〜密着!SKE48〜」digest movie) | „Tokuten eizō III „AKB48 24th Single senbatsu janken taikai ~Micchaku! SKE48~” digest movie” (jap. 特典映像III「AKB48 24thシングル選抜 じゃんけん大会〜密着!SKE48〜」digest movie) |      |

### Wer. teatralna
| CD |                                                                                 |                 |               |      |
| Nr | Tytuł                                                                           | Kompozycja      | Aranżacja     | Czas |
| 1. | „Okey Dokey” (jap. オキドキ)                                                    | YUMA            | Seiji Mutō    | 4:22 |
| 2. | „Bazooka hō hassha!” (jap. バズーカ砲発射!) (wyk. Shirogumi)                    | Takafumi Fujino | Seiji Mutō    | 3:46 |
| 3. | „Hohoemi no Positive Thinking” (jap. 微笑のポジティブシンキング) (wyk. Akagumi) | Yūsuke Yamada   | Ikuta Machine | 5:22 |
| 4. | „SKE48 7th single medley”                                                       |                 |               |      |
| 5. | „Okey Dokey” (jap. オキドキ) (off vocal)                                        | YUMA            | Seiji Mutō    | 4:22 |
| 6. | „Bazooka hō hassha!” (jap. バズーカ砲発射!) (off vocal)                         | Takafumi Fujino | Seiji Mutō    | 3:46 |
| 7. | „Hohoemi no Positive Thinking” (jap. 微笑のポジティブシンキング) (off vocal)    | Yūsuke Yamada   | Ikuta Machine | 5:22 |

## Skład zespołu
| „Okey Dokey” |
| --- |
| - Team S: Masana Ōya, Haruka Ono, Yuria Kizaki, Yukiko Kinoshita, Mizuki Kuwabara, Akari Suda, Kanako Hiramatsu, Jurina Matsui (środek), Rena Matsui, Kumi Yagami - Team KII: Shiori Ogiso, Akane Takayanagi, Sawako Hata - Team E: Shiori Kaneko, Kanon Kimoto, Minami Hara |

| „Bazooka hō hassha!” |
| --- |
| - Team S: Yūka Nakanishi, Rikako Hirata, Jurina Matsui (środek) - Team KII: Riho Abiru, Anna Ishida, Mieko Satō, Rina Matsumoto, Tomoka Wakabayashi - Team E: Kyōka Isohara, Ami Kobayashi, Aya Shibata - Kenkyūsei: Makiko Saitō |

| „Hatsukoi no fumikiri” |
| --- |
| Piosenka jest wykonywana przez wszystkie członkinie SKE48 w momencie wydania. - Team S: Masana Ōya, Haruka Ono, Rumi Katō, Yuria Kizaki, Yukiko Kinoshita, Mizuki Kuwabara, Akari Suda, Shiori Takada, Aki Deguchi, Yūka Nakanishi, Rikako Hirata, Kanako Hiramatsu, Jurina Matsui, Rena Matsui, Kumi Yagami - Team KII: Ririna Akaeda, Riho Abiru, Anna Ishida, Shiori Ogiso, Tomoko Katō, Risako Gotō, Seira Satō, Mieko Satō, Akane Takayanagi, Sawako Hata, Airi Furukawa, Rina Matsumoto, Manatsu Mukaida, Miki Yakata, Reika Yamada, Tomoka Wakabayashi - Team E: Kyōka Isohara, Kasumi Ueno, Madoka Umemoto, Shiori Kaneko, Kanon Kimoto, Ami Kobayashi, Mei Sakai, Aya Shibata, Yumana Takagi, Mai Takeuchi, Rika Tsuzuki, Yūka Nakamura, Minami Hara, Haruka Mano, Yukari Yamashita, Erika Yamada - Kenkyūsei: Shiori Iguchi, Asana Inuzuka, Mai Imade, Mikoto Uchiyama, Momona Kitō, Emiri Kobayashi, Makiko Saitō, Kaori Matsumura, Honoka Mizuno |

| „Hohoemi no Positive Thinking” |
| --- |
| - Team S: Rumi Katō, Shiori Takada, Aki Deguchi, Rena Matsui (środek) - Team KII: Seira Satō, Airi Furukawa, Manatsu Mukaida, Miki Yakata - Team E: Kasumi Ueno, Madoka Umemoto, Yukari Yamashita - Kenkyūsei: Momona Kitō |

| „Utaō yo, bokutachi no kōka” |
| --- |
| - Team S: Masana Ōya, Haruka Ono, Yuria Kizaki, Jurina Matsui, Rena Matsui, Kumi Yagami - Team KII: Shiori Ogiso, Akane Takayanagi - Team E: Kanon Kimoto |

## Notowania
| Lista                             | Pozycja |
| --------------------------------- | ------- |
| Oricon Weekly Singles Chart       | 1       |
| Oricon Yearly Singles Chart       | 11      |
| Billboard Japan Hot 100           | 1       |
| Billboard Japan Hot Singles Sales | 1       |